# Ledina Çelo
Ledina Çelo est une chanteuse et mannequin albanaise née le 9 février 1977 à Tirana.

## Biographie
En décembre 2003, Çelo anima la finale albanaise du concours de l'Eurovision qui vit la victoire d'Anjeza Shahini. Elle participa à la finale le 18 décembre 2004 et gagna avec la chanson Nesër Shkoj. Elle fut alors la représentante de l'Albanie lors du concours 2005 à Kiev le 21 mai 2005. Çelo chante Tomorrow I Go en anglais lors du concours et passa le premier tour. Finalement elle obtint la seizième place.
Les chansons les plus connues de Ledina Çelo sont :
- San Valentino
- Te Dua Se Je Ti
- Vagabonds Of Love
- Ma Ke Prish Gjumin E Nates
- Fal

Sa chanson E Doni Dashurine a été applaudie pendant 7 minutes et 11 secondes lors du Festivali I Këngës.
Le 19 novembre 2006, Çelo remporte la deuxième place du Festival Kenga Magjike avec la chanson Jemi Te Huaj.